# Núbiai-sivatag

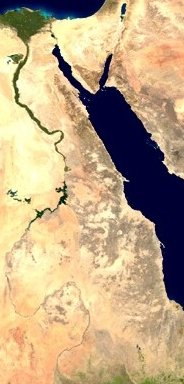
A Núbiai-sivatag a műholdas kép alsó részén, a Nílustól jobbra. Felső részén a Nílus és a Vörös-tenger közt az Arab-sivatag helyezkedik el

A Núbiai-sivatag (arab: صحراء النوبة) régió a Szahara keleti részén, Szudán ÉNy-i területén és Egyiptom DK-i végében. Határai nyugaton a Nílus és a Líbiai-sivatag, keleten a Vörös-tenger, észak felé átmegy az Arab-sivatagba a Nasszer-tó vonalában, délen a szudáni szavanna gyér vegetációjába.
Nagyobb része kő- (hamada) és kavicssivatag (szerir). A felszín a Nílustól kelet felé haladva emelkedik. A sivatag nyugati részén is van hegyvidék, legmagasabb pontja 1240 méter. Keleti felén a Vörös-tengerrel párhuzamosan húzódó hegylánc a 2259 méter magasságig emelkedik. A Núbiai-sivatagban nincsenek oázisok.

## Éghajlat
A csapadék minimális. A Nílus mellett fekvő Vádi-Halfánál az évi csapadékmennyiség kevesebb mint 5 mm, a délebbre fekvő Dongolánál átlagosan kb. 18 mm, Abu Hamadnál 13 mm.
- Wadi Halfánál az átlagos júliusi középhőmérséklet 33 °C (átl. napi max. 41 °C, min. 25 °C) januárban 16 °C (átl. napi max. 23 °C, min. 9 °C).[1]
- Abu Hamadnál az átlagos júliusi középhőmérséklet 34,5 °C (átl. napi max. 42 °C, min. 27 °C) januárban 20 °C (átl. napi max. 28 °C, min. 12,5 °C).[2]

Télen nem ritkák az igen hideg éjszakák.

## Történelem
A mai sivatag valamikor 500 mm évi csapadékot is kaphatott. Az Abu Szimbel-től 100 km-re nyugatra felfedezett Nabta Playa emlékei és más leletek kapcsán a Kr. e. 10-7. évezredből emberi tevékenység nyomait találták a régióban. Később a Nílus mentén virágzott a Kusita Királyság.

## Fordítás
- Ez a szócikk részben vagy egészben  a   Nubische Wüste című német Wikipédia-szócikk fordításán alapul.  Az eredeti cikk szerkesztőit annak laptörténete sorolja fel. Ez a jelzés csupán a megfogalmazás eredetét és a szerzői jogokat jelzi, nem szolgál a cikkben szereplő információk forrásmegjelöléseként.
- Ez a szócikk részben vagy egészben  a(z)   Нубийская пустыня című orosz Wikipédia-szócikk fordításán alapul.  Az eredeti cikk szerkesztőit annak laptörténete sorolja fel. Ez a jelzés csupán a megfogalmazás eredetét és a szerzői jogokat jelzi, nem szolgál a cikkben szereplő információk forrásmegjelöléseként.